# 海岛大亨系列
海岛大亨系列是由PopTop Software以及随后的Haemimont Games制作的建筑经营和政治模拟游戏系列。游戏首作《海岛大亨》于2001年4月发行。最新作《海岛大亨6》已于2019年3月29日发行。
玩家控制着一个岛屿。在游戏中，玩家需要进行建筑物的摆放以及制定相关政策来经营整个岛屿。

## 遊戲
- 海岛大亨 (游戏)
- 海岛大亨2：海盗岛
- 海岛大亨3
- 海岛大亨4
- 海岛大亨5
- 海岛大亨6